# جرارد تی. مک‌کوی
جرارد تی. مک‌کوی (به انگلیسی: Gerald T. McCaughey) (زاده ۱۹۵۶) کارآفرین، بانکدار و مدیر ارشد اجرایی کانادایی است، که در حال حاضر به‌عنوان مدیر عامل اجرایی و رییس هیئت مدیره کانیدین امپریال بنک آو کامرس فعالیت می‌کند.